# Красногорська (платформа)
Красного́рська (рос. Красногорская) — зупинний пункт/пасажирська платформа Ризького напрямку Московської залізниці, у складі лінії МЦД-2. Розташована у місті Красногорськ, Московська область. Час в дорозі з Москва-Ризька — 35 хвилин.
Пряме сполучення на Курський напрямок. Пасажирське сполучення здійснюється електропоїздами. На захід безпересадкове сполучення здійснюється до станції Шаховська, на схід — до станцій Москва-Ризька та Серпухов.
Пересадка на автобус 845; маршрутки 3, 4, 15, та 876.
Конструкція — дві прямі берегові платформи.
Біля платформи розташована пам'ятка природи обласного значення — «Джерело біля залізничної платформи „Красногорська“», струмок з якого впадає в річку Куриця.